# 多洛河
多洛河（法語：Dolo，法語發音：[dɔlo] ⓘ）是法国新阿基坦大区德塞夫勒省的河流，是阿讓通河的右支流，长24.5千米，发源自布雷敘爾，于拉库德尔流入阿让通河。